# Политика (газета)
Политика (серб. Политика) — сербская ежедневная газета, выходящая в Белграде. Основана в 1904 году Владиславом Ф. Рыбникаром, старейшая ежедневная газета на Балканах, наиболее авторитетное периодическое издание Сербии. Газета поддерживает интернет-сайт, на котором публикуются некоторые материалы газеты в 2-х параллельных версиях: в кириллице и латинице.
Авторами материалов Политики были известные сербские (югославские) писатели и политики, как то: Бранислав Нушич, Моша Пияде, Иво Андрич.